# Amegilla murrayensis
Amegilla murrayensis es una especie de abeja excavadora perteneciente al género Amegilla, categorizada en la tribu Anthophorini, de la subfamilia Apinae. Fue descrita científicamente por el entomólogo australiano Percy Tarlton Rayment en 1935.
La hembra mide 12 mm de longitud, las alas anteriores 8 mm; el macho mide 11 mm de longitud y las alas anteriores 8 mm.

## Distribución
La especie se distribuye por Australia, en Australia Occidental, Territorio del Norte, Nueva Gales del Sur y Queensland.